# Pierre de Boissat
 (novembre 2022).
Pierre de Boissat (1603 à Vienne - 28 mars 1662) est un militaire, écrivain, poète et traducteur français.

## Biographie
Chevalier et comte palatin, il entreprend une carrière militaire. Il est l'un des premiers membres de l'Académie française en 1634. Il est le premier à occuper le fauteuil n° 31.
On lui doit une traduction des Fables d'Ésope, illustrées de discours moraux, philosophiques et politiques, publiée en 1633 par son ami Jean Baudoin, dont se servira La Fontaine. Lui sont également attribuées des Poésies, une Morale chrétienne et une Histoire négropontique. Il est le traducteur de Dell'istoria della sacra Religione, dell'illustrissima milizia di Santo Giovanni Gierosolimitano (Histoire des chevaliers de Saint Jean de Hierusalem) de Giacomo Bosio et édité à Lyon en 1612. C'est l'académicien et ami Jean Baudoin qui complètera sa traduction et la fera réimprimer en 1629.
Il a produit également une œuvre poétique latine, où figure trois livres d'Élégies et une épopée sur Charles Martel de plusieurs milliers de vers.
L'hôtel particulier de Pierre de Boissat, situé rue des Orfèvres à Vienne, existe toujours et a été en partie classé monument historique en 1921.
La famille de Boissat est originaire de la ville de Vienne en Dauphiné où elle donne plusieurs membres distingués qui s'illustrent dans cette province et à Lyon. La rue Boissac à Lyon porte, par déformation, le nom d'André de Boissat lieutenant général sous Louis XIV et frère de Pierre de Boissat l'académicien.
Une branche de cette famille s'est implantée en Périgord où elle a formé trois rameaux (Boissat de Mazerat, Boissat de Lagrave, Boissat de Lajarthe). Elle est encore représentée dans cette région.
Armes de la famille : de gueules à la bande d'argent accompagnée de six besants d'or mis en orle.

## Sources et bibliographie
- Chaix d'Est-Ange, Dictionnaire des Familles françaises anciennes ou notables.
- Jougla de Morenas, Grand Armorial de France.
- Camille Latreille, De Petro Boessatio (1603-1662), ac de conditione litteratorum virorum in Delphinatu eadem ætate, Vienne, 1899.
- Camille Latreille, Pierre de Boissat (1603-1662) et le mouvement littéraire en Dauphiné, Grenoble, 1900.